# National Democratic Party of Liberia
De National Democratic Party of Liberia (Nederlands: Nationaal-Democratische Partij van Liberia) is een politieke partij in Liberia.

## Geschiedenis
De NDPL werd in augustus 1984 opgericht door aanhangers van president Samuel Doe. Doe, een voormalig sergeant, kwam in 1980 via een staatsgreep aan de macht die een einde maakte aan 135-jarige regering van de Americo-Liberiaanse elite. Bij de verkiezingen van 1985 behaalde de NDPL 51% van de stemmen en kreeg de partij 51 van de 64 zetels in het Huis van Afgevaardigden en 22 van de 26 zetels in de Senaat. Op basis van deze uitslag werd Samuel Doe tot president van Liberia gekozen.
Aan het begin van de Eerste Liberiaanse Burgeroorlog (1989-1996) werd president Doe vermoord en kwam er een einde aan de machtspositie van de NDPL. Bij de verkiezingen in 1997 verloor de partij al haar zetels in het parlement. In 2005 behaalde de NDPL 1 zetel in het Huis van Afgevaardigden en 2 zetels in de Senaat. Bij de verkiezingen in 2011 hield de partij nog slechts 1 zetel over in de Senaat. Bij de 2017 verdween de NDPL uit het parlement.
De NDPL heeft geen ideologisch profiel en steunt slechts op de nalatenschap van Samuel Doe.